# Fanfaniïta
La fanfaniïta és un mineral de la classe dels fosfats que pertany al subgrup de la montgomeryita. El nom honora a Luca Fanfani (n. 1941, Florència, Itàlia), de l'Institut Mineralògic de la Universitat de Càller, Itàlia, qui va caracteritzar estructuralment un gran nombre de minerals fosfats, inclosa la montgomeryita.

## Característiques
La fanfaniïta és un fosfat de fórmula química Ca₄Mn²⁺Al₄(PO₄)₆(OH)₄(H₂O)₁₂. Va ser aprovada com a espècie vàlida per l'Associació Mineralògica Internacional l'any 2018, sent publicada per primera vegada el 2019. Cristal·litza en el sistema monoclínic. Es tracta de l'anàleg amb manganès de la kingsmountita i la montgomeryita, i amb alumini de la zodacita.

## Formació i jaciments
Va ser descoberta a la mina Foote, situada al districte miner de Kings Mountain, al comtat de Cleveland (Carolina del Nord, Estats Units), on es troba en forma d'agregats radials de fulles fines i incolores de fins a 0,5 mm de diàmetre, transparents, associades a whiteïta-(CaMnMn). També ha estat descrita a la pegmatita Hagendorf Sud, a Waidhaus (Baviera, Alemanya), així com un indret dins els territoris de parla catalana: a les pegmatites de Font Andreu, a Argelers de la Marenda, a la comarca del Rosselló. Aquests tres indrets són els únics de tot el planeta on ha estat descrita aquesta espècie mineral.